# ویکی گررو
ویکی لین گررو (به انگلیسی: Vickie Lynn Guerrero) ملقب به لارا (زادهٔ ۱۶ آوریل ۱۹۶۸ در ال‌پاسو تکزاس) از شخصیت‌های سرشناس کشتی حرفه‌ای در آمریکا است.
او بیوه ادی گررو از کشتی‌گیران حرفه‌ای ایالات متحده است.
ویکی گررو مدیر کشتی‌گیران نیز هست و با شرکت AEW کار می‌کند.

## زندگی شخصی
ویکی به روانی به زبان اسپانیایی تسلط ندارد اما متوجه می‌شود. ویکی در ۲۴ آوریل ۱۹۹۰ بعد از سه سال قرار گذاشتن، با ادی گررو ازدواج کرد. آنها دو دختر دارند: شاول ماری گررو (متولد ۱۴ اکتبر ۱۹۹۰) و شریلین امبر گررو (متولد ۱۹۹۵). ادی یک دختر دیگر بنام کایلی ماری گررو (متولد ۲۰۰۲) از زنی به نام تارا ماهانی دارد. در این زمان او از ویکی جدا شده بود. اما ادی قبل از تولد کایلی با تارا بهم زد. او به زودی با ویکی آشتی کرد و پیمان ازدواجشان را تمدید کردند. در ۲۰۱۳ ویکی از ال پاسوی تگزاس به هوستون تگزاس منتقل شد و به کلاس‌های آنلاین رفت تا در مدیریت پزشکی تحصیل کند.